# علي رضا نقي زاده
علي رضا نقي زاده (3 مارس 1993 بتبريز في إيران - ) هو لاعب كرة قدم إيراني في مركز الوسط. لعب مع نادي غسترش فولاد ونادي مشكي بوشان.

## وصلات خارجية
- علي رضا نقي زاده على موقع قاعدة بيانات كرة القدم.إي يو (الإنجليزية)
- علي رضا نقي زاده على موقع Soccerway.com (الإنجليزية)